# Mega terrazze
Mega terrazze (Mega Decks) è un docu-reality statunitense, andato in onda dal 2015 al 2017 su DIY Network e trasmesso in Italia da HGTV.

## Format
La trasmissione segue l'attività di Garth Hystad, progettista di terrazze e proprietario della Colorado Custom Decks e della Mosaic Outdoor Living and Landscapes. In ogni episodio Garth e il suo team progettano e costruiscono terrazze personalizzate per i clienti statunitensi con cucine professionali, vasche idromassaggio e cascate su misura a due piani.

## Episodi
| Edizione         | Episodi | Prima TV USA | Prima TV Italia |
| ---------------- | ------- | ------------ | --------------- |
| Prima edizione   | 8       | 2015         | 2016            |
| Seconda edizione | 13      | 2016         | 2017            |
| Terza edizione   | 13      | 2017         | Inedita         |

### Stagione 1[3]
| nº | Titolo                                         | Prima TV USA | Prima TV Italia |
| -- | ---------------------------------------------- | ------------ | --------------- |
| 1  | Terrazze da sogno                              | 2015         | 2016            |
| 2  | Tronchi e scogliere                            | 2015         | 2016            |
| 3  | Terrazza abitabile                             | 2015         | 2016            |
| 4  | Terrazzo quattro stagioni                      | 2015         | 2016            |
| 5  | Terrazza da sogno con un'atmosfera accogliente | 2015         | 2016            |
| 6  | Terrazza per cani                              | 2015         | 2016            |
| 7  | Terrazza con caminetto a legna                 | 2015         | 2016            |
| 8  | Terrazza con cascate                           | 2015         | 2016            |

### Stagione 2
| nº | Titolo                    | Prima TV USA | Prima TV Italia |
| -- | ------------------------- | ------------ | --------------- |
| 1  | Giochi di fuoco           | 2016         | 2017            |
| 2  | Terrazza ritrasformata    | 2016         | 2017            |
| 3  | Casa di lusso             | 2016         | 2017            |
| 4  | Oasi zen moderna          | 2016         | 2017            |
| 5  | Terrazza last minute      | 2016         | 2017            |
| 6  | Terrazza da ristrutturare | 2016         | 2017            |
| 7  | Cambio di progetto        | 2016         | 2017            |
| 8  | Terrazza in pericolo      | 2016         | 2017            |
| 9  | Rifugio di montagna       | 2016         | 2017            |
| 10 | Terrazza accogliente      | 2016         | 2017            |
| 11 | Terrazza abitabile        | 2016         | 2017            |
| 12 | Espansione o nulla!       | 2016         | 2017            |
| 13 | Terrazza per ricevimenti  | 2016         | 2017            |